# Jeepney

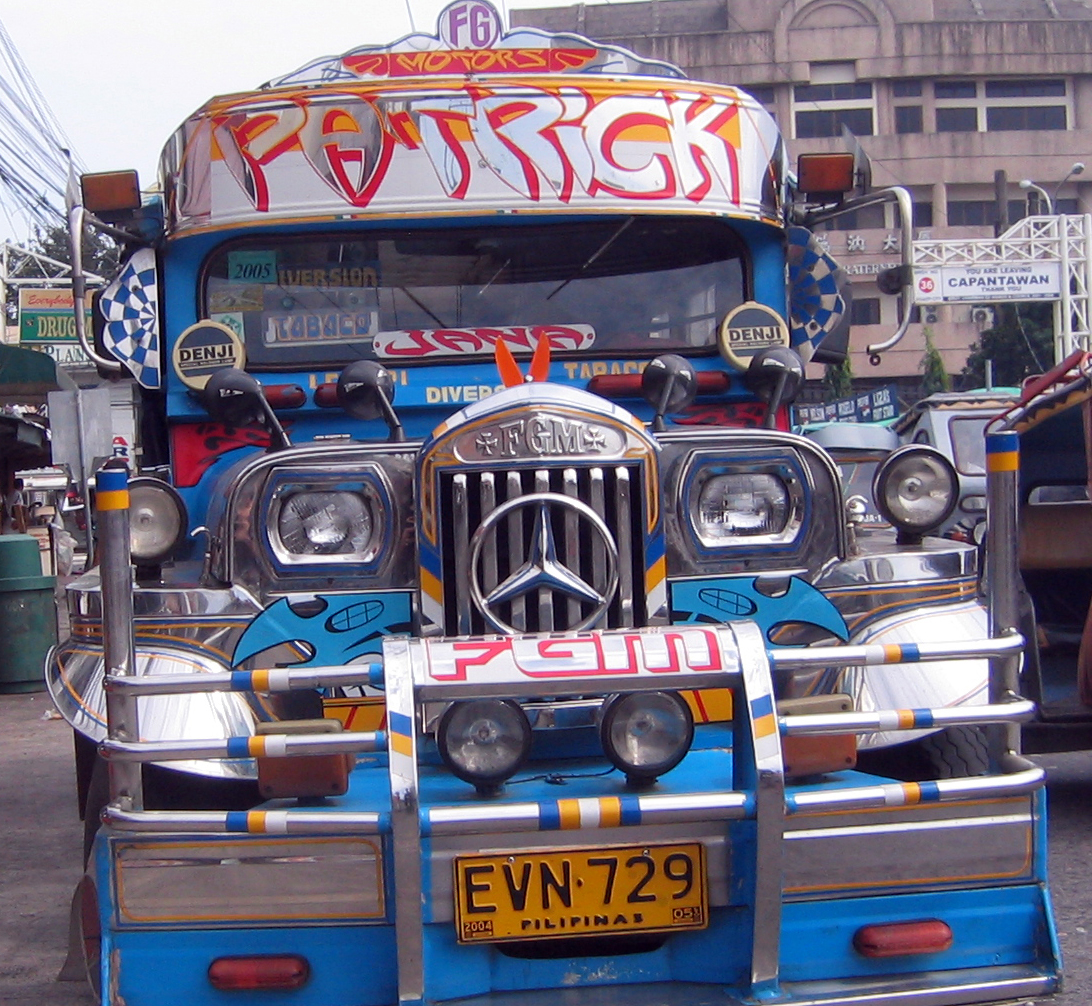
Jeepney à Luçon en 2006

Les Jeepneys sont un moyen de transport en commun très populaire aux Philippines. Ce sont à l'origine des Jeeps abandonnées par l'armée américaine à l'issue de la Seconde Guerre mondiale, réputées pour leurs décorations flamboyantes et le nombre impressionnant de passagers qu'elles peuvent transporter.

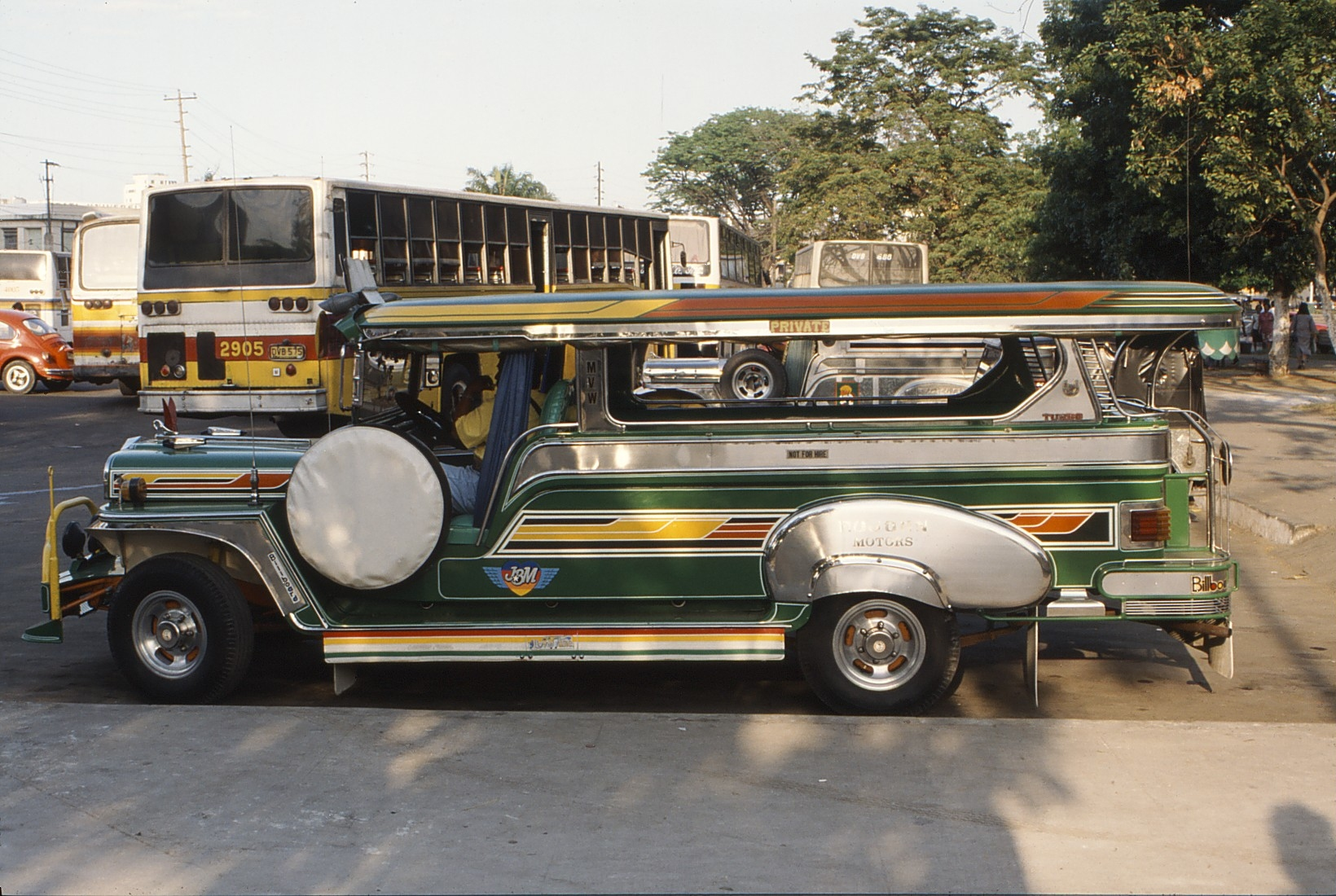
Un Jeepney des Philippines (1992)

## Histoire
Lorsque les troupes américaines commencent à quitter les Philippines à la fin de la Seconde Guerre mondiale, des centaines de jeeps en surplus sont données ou vendues à des Philippins. Les autochtones les modifient alors pour permettre le transport de plusieurs passagers. Ils ajoutent des toits en métal pour l'ombre et décorent les véhicules avec des couleurs vives et des ornements de chrome.
Les jeepneys se développent rapidement pour rétablir d'une manière peu coûteuse le réseau de transport en commun détruit pendant la guerre. Par la suite, devant un usage de plus en plus fréquent de ces véhicules, le gouvernement philippin décide de réglementer leur usage. Les conducteurs doivent avoir un permis de conduire spécial, des itinéraires fixés et des tarifs fixes.

## Usage actuel

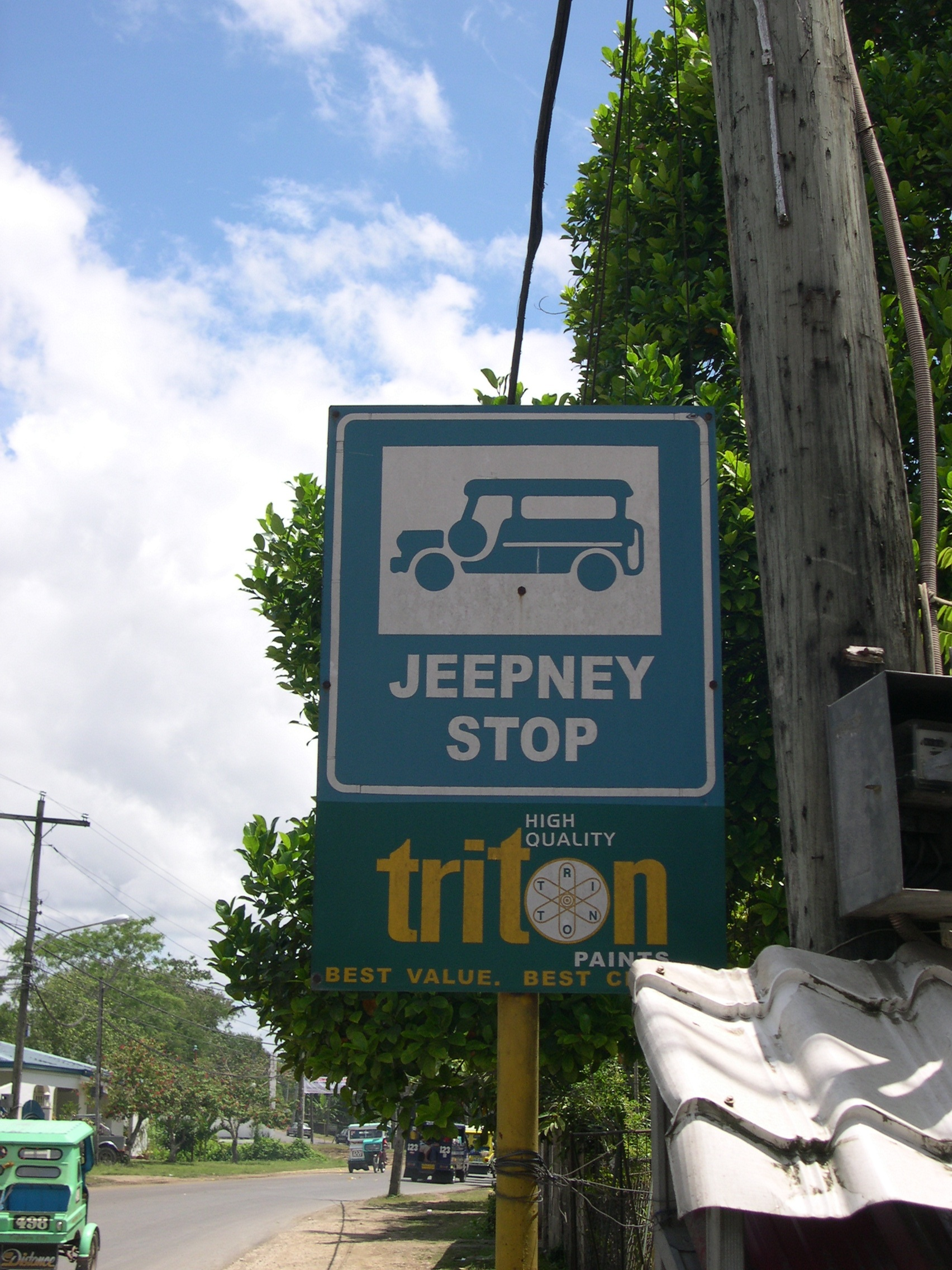
Panneau indiquant un arrêt (2006)

Bien qu'à l'origine les jeepneys fussent de simples jeeps militaires transformées pour le transport en commun, les jeepneys modernes sont produits localement par des usines aux Philippines.
La pratique du jeepney reste un élément très folklorique des Philippines, surtout à Manille, le passager hèle le véhicule au passage, il n'y a pas vraiment d'arrêts fixes. Pour descendre, il frappe sur le toit et le prix de la course passe de main en main jusqu'au conducteur qui vérifie, rend la monnaie, tout en gardant un œil sur la route. Les conducteurs rivalisent de virtuosité pour se faufiler dans la circulation, tout cela au son d'une sono montée à fond dans le véhicule.
Le phénomène jeepney a également inspiré une marque de vêtements aux États-Unis.

## Étymologie
Le mot jeepney a une étymologie anglophone. On considère généralement qu'il s'agit d'une contraction entre les termes jeep et jitney (qui désigne un mode de transport en commun à mi-chemin entre le bus et le taxi) ou bien entre les termes jeep et knee (genou, qui fait référence à la manière dont la foule s'asseyait face-à-face)